# Нюкасъл ъндър Лайм
Нюкасъл ъндър Лайм (на английски: Newcastle-under-Lyme) е град в северозападната част на област Стафордшър - Уест Мидландс, Англия. Той е административен и стопански център на едноименната община Нюкасъл ъндър Лайм. Населението на града към 2001 година е 74 427 жители.
Нюкасъл е част от урбанизираната територия наречена По̀търийз. Той често е бъркан с едноименния по-голям град от графство Тайн и Уиър в Северна Англия.

## География
Нюкасъл ъндър Лайм е разположен в непосредствена близост западно от най-големия град в графството Стоук он Трент, с когото формират основнта част от агломерацията По̀търийз. Областният център Стафорд се намира на около 20 километра в южна посока.
В западна и югозападна посока от града преминава Магистрала М6, по транспортния коридор свързващ Глазгоу с Бирмингам и Лондон.

## Демография
Изменение на населението за период от две десетилетия 1981-2001 година:
| година    | 1981   | 1991   | 2001   |
| --------- | ------ | ------ | ------ |
| население | 73 208 | 73 731 | 74 427 |